# Cratere Douglass (Luna)
Douglass è un cratere lunare di 50,95 km situato nella parte nord-orientale della faccia nascosta della Luna, a sud-ovest del cratere Frost e a sud-sud-ovest del grande cratere Landau.
Il bordo occidentale è stato profondamente modificato da numerosi impatti situati all'interno, il maggiore dei quali taglia il bordo nordoccidentale del cratere principale, mentre i resti del margine del cratere minore sono ridotti a basse alture che si estendono nel pianoro centrale di Douglass. Un altro impatto lungo il bordo meridionale ha prodotto un rigonfiamento verso l'esterno, mentre il suo bordo settentrionale raggiunge il pianoro interno. Il resto del bordo è corroso ed arrotondato, mentre il pianoro interno non presenta altre strutture degne di nota.
Il cratere è dedicato all'astronomo statunitense Andrew Ellicott Douglass. 

## Crateri correlati
Alcuni crateri minori situati in prossimità di Douglass sono convenzionalmente identificati, sulle mappe lunari, attraverso una lettera associata al nome.
| Douglass | Coordinate             | Diametro (in km) |
| -------- | ---------------------- | ---------------- |
| C        | 36°17′24″N 121°16′12″W | 28,45            |
| X        | 38°03′00″N 124°05′24″W | 24,19            |